# Università Araba di Beirut
L'Università Araba di Beirut (in arabo جـامعة بيروت العربية‎?, in inglese Beirut Arab University, da cui l'acronimo BAU) è una istituzione universitaria privata della capitale libanese. I corsi di laurea sono tenuti in lingua araba, inglese, francese.

## Campus

### Campus di Beirut
È il campus principale, situato nei pressi del cancello sud della città, in particolare nel distretto Tarik El-Jadidah. Ospita le seguenti facoltà: Arte, Diritto e Scienze Politiche, Commercio e Amministrazione Aziendale, Farmacia, Medicina, Odontoiatria e Scienze della Salute. Il campus di Beirut è in fase di continua espansione e rinnovamento di edifici.

### Campus di Debbieh
La prima sede del BAU era insediata unicamente in Debbieh 615, a 33 km di distanza dal più recente Campus di Beirut. Il terreno ha una superficie di 1.353.000 m². Il punto più alto è a 404 m sopra il livello del mare, mentre il punto più basso è 154 m sul livello del mare. Il terreno comprende 4 colli ciascuno dei quali è noto per la sua altezza.

### Campus di Tripoli
Il terzo campus si trova nella zona Basateen Al Meena della città di Tripoli accanto allo Stadio Olimpico, distante 88 chilometri, ed è stato inaugurato nel dicembre del 2003. Ha una superficie di 15.540 m² e si distingue per la sua vista sul mare con un fronte di 185 m di lunghezza.